# Unión real

Escudo de armas del Imperio austrohúngaro, el cual era una unión real entre Austria y Hungría.

La denominación unión real no proviene, en cuanto a la utilización del término real de la existencia de un monarca común, aunque lo normal es que así sea, sino de que los distintos Estados compartían, además, algunas cosas.
El término "real" no proviene en este caso de rex -rey- sino de res -cosa-. Esto significa que los respectivos ordenamientos prevén la existencia de algún tipo de unión que se extiende no solamente a compartir la jefatura del Estado sino a la existencia de determinados órganos e instituciones jurídicas comunes. Se trata, lógicamente, de una fórmula que va más allá de la Unión Personal. 